# 関門山 (本渓市)

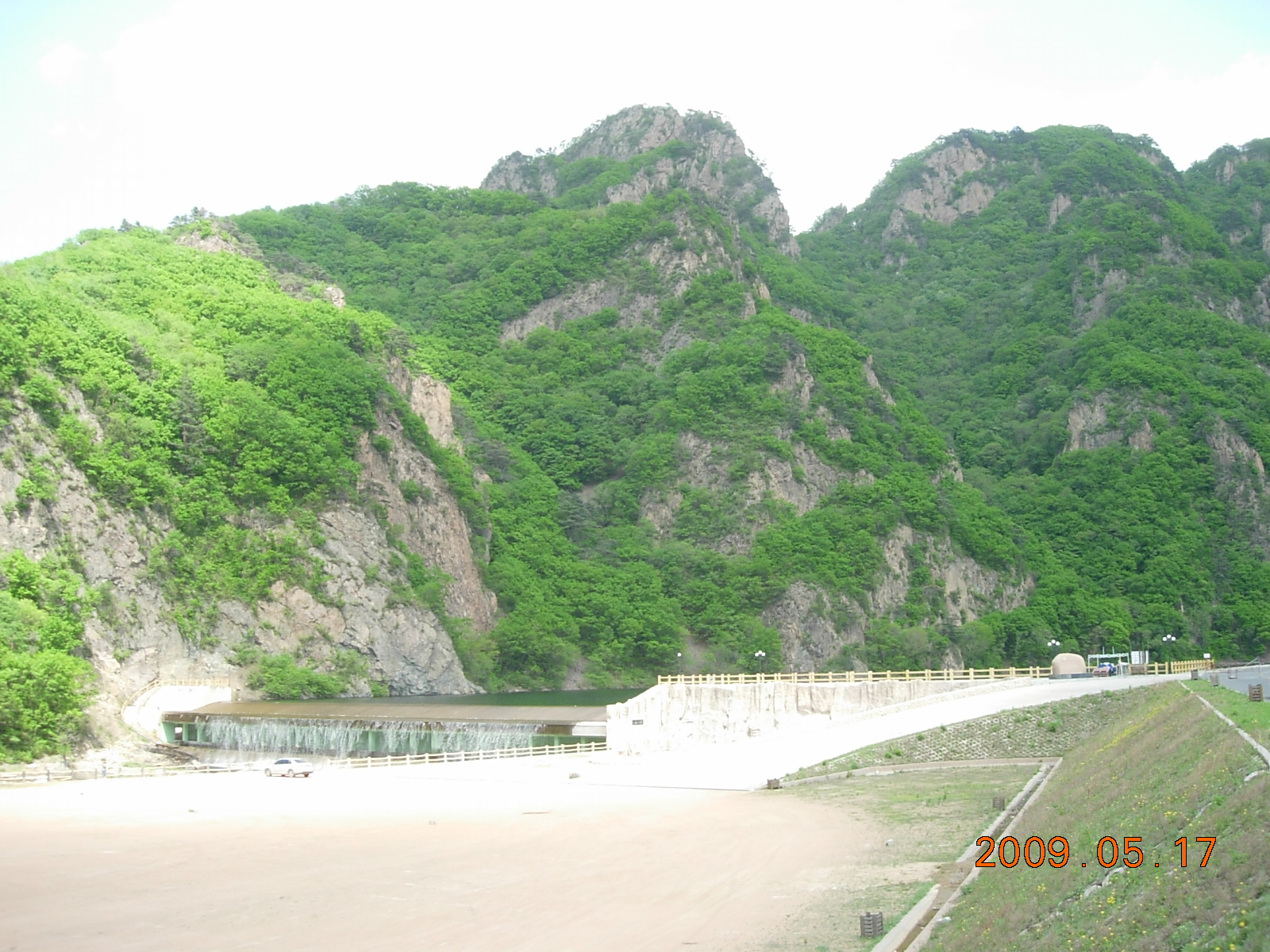
関門山（本渓市）

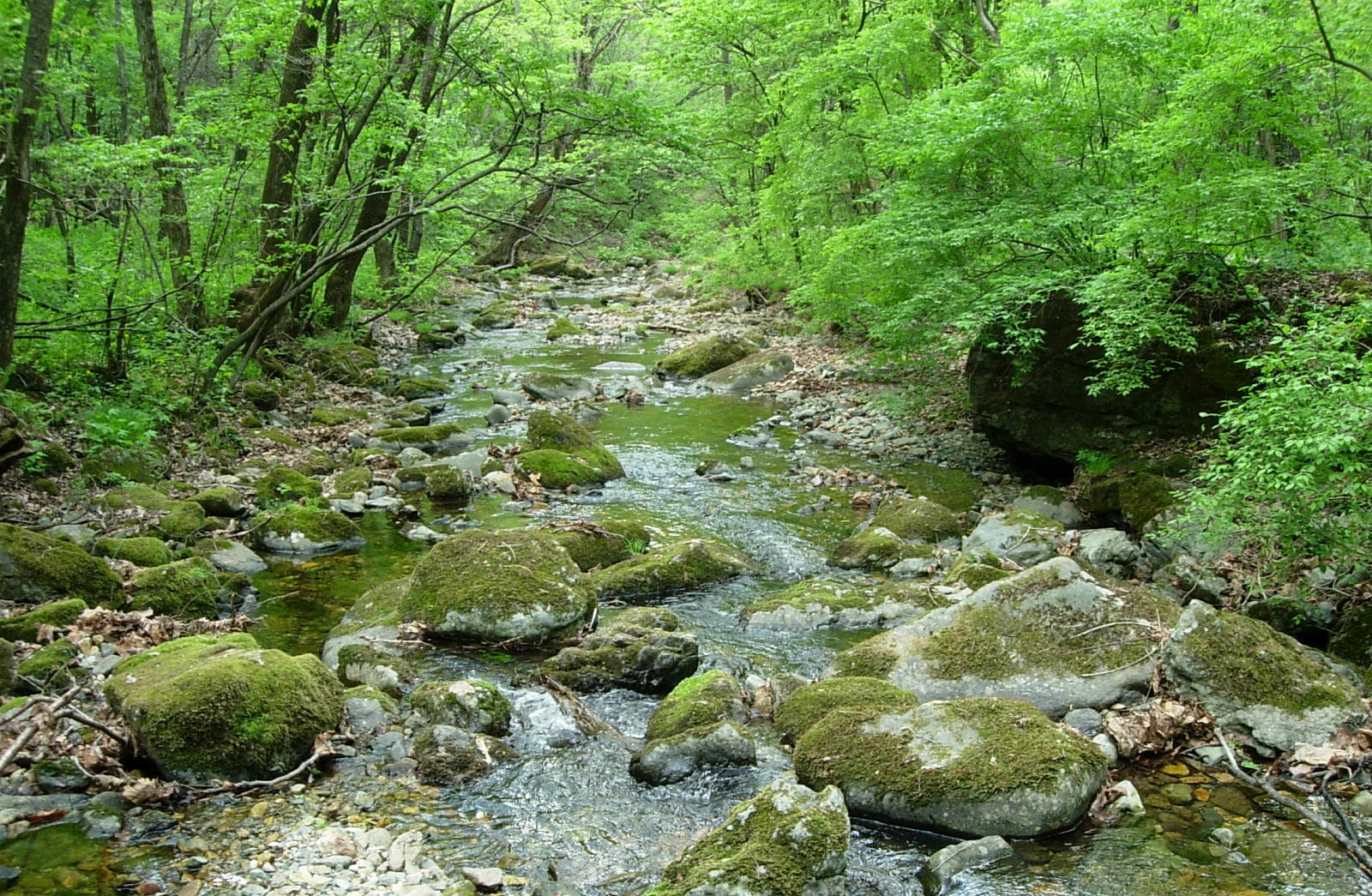
関門山の渓谷

関門山（かんもんさん、中国語: 关门山 ＝ Guanmenshan）は中国遼寧省本渓市本渓満族自治県にある山で、有名な観光地「関門山風景区」で、特に紅葉で有名である。現在は「関門山国家森林公園」になっている。

## 関門山
関門山は中国遼寧省本渓市本渓満族自治県にある山で、付近の海抜は300メートル位である。山の頂上には2つの峰があり、ひとつは大きく頂上が平らで、もうひとつは小さく頂上が尖っているので戸口のようで、この名前がある。 

## 関門山国家森林公園
関門山付近は現在「関門山国家森林公園」に指定されていて、太子河の支流を堰き止めた関門山ダム湖と渓谷がある。森林公園に入るのは有料。
通常、入り口から埠頭へ歩いて、遊覧船でダム湖を渡り、湖の向かいにある小山や小川の渓谷をハイキングできるようになっている。渓谷はその紅葉が特に有名である。

## 公園内をハイキング
遊覧船を降りて、渓谷を上りながら散策を開始すると、通常五彩湖を経て、寿星樹では龍門渓谷へ入り、晶吊瀑布を見て、転心湖まで行き、さらに奥の産地へハイキングできる。もとの渓谷へ戻りさらに上ると、楓王（巨大な紅葉樹）でほぼ終点になる。渓谷の道沿いに小型バスが走っていて、いつでも有料で乗り降りができ、各地点は小黄山風景区、月台区風景区などの名称が付いている。 
関門山風景区は近くにある本渓水洞（鍾乳洞）見学と太子河川下りなどと一緒にセットされてツアーが組まれることが多い。

## 関門山国家森林公園
関門山風景区は付近の他の風景区（月台区風景区、小黄山風景区など）と共に「関門山国家森林公園」に指定されている。

## 交通
国家森林公園への公共交通機関はなく、本渓市街区（瀋丹線の本渓駅あり）から約70キロメートル離れている。

## 写真集

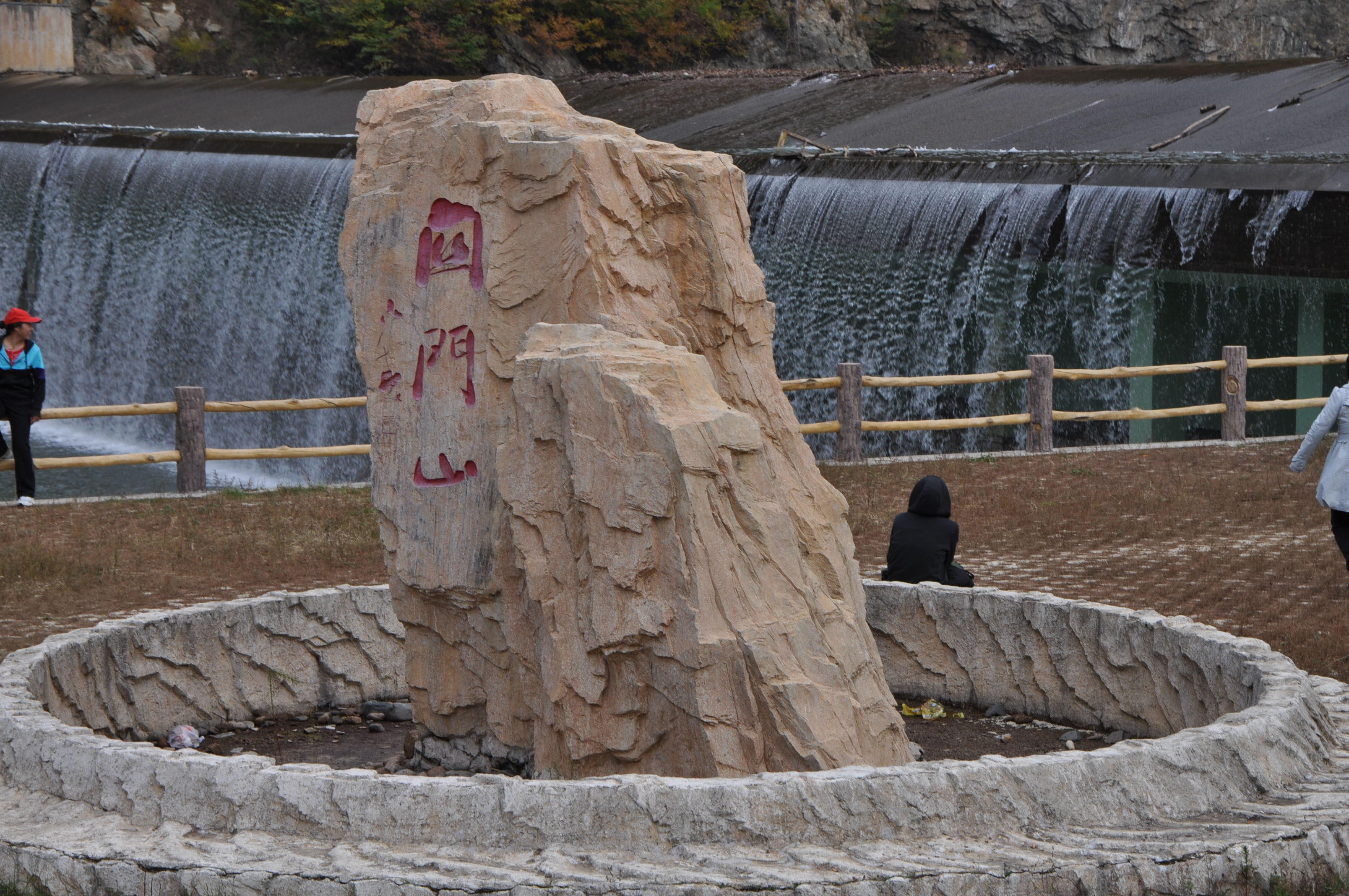
関門山国家森林公園の入り口で
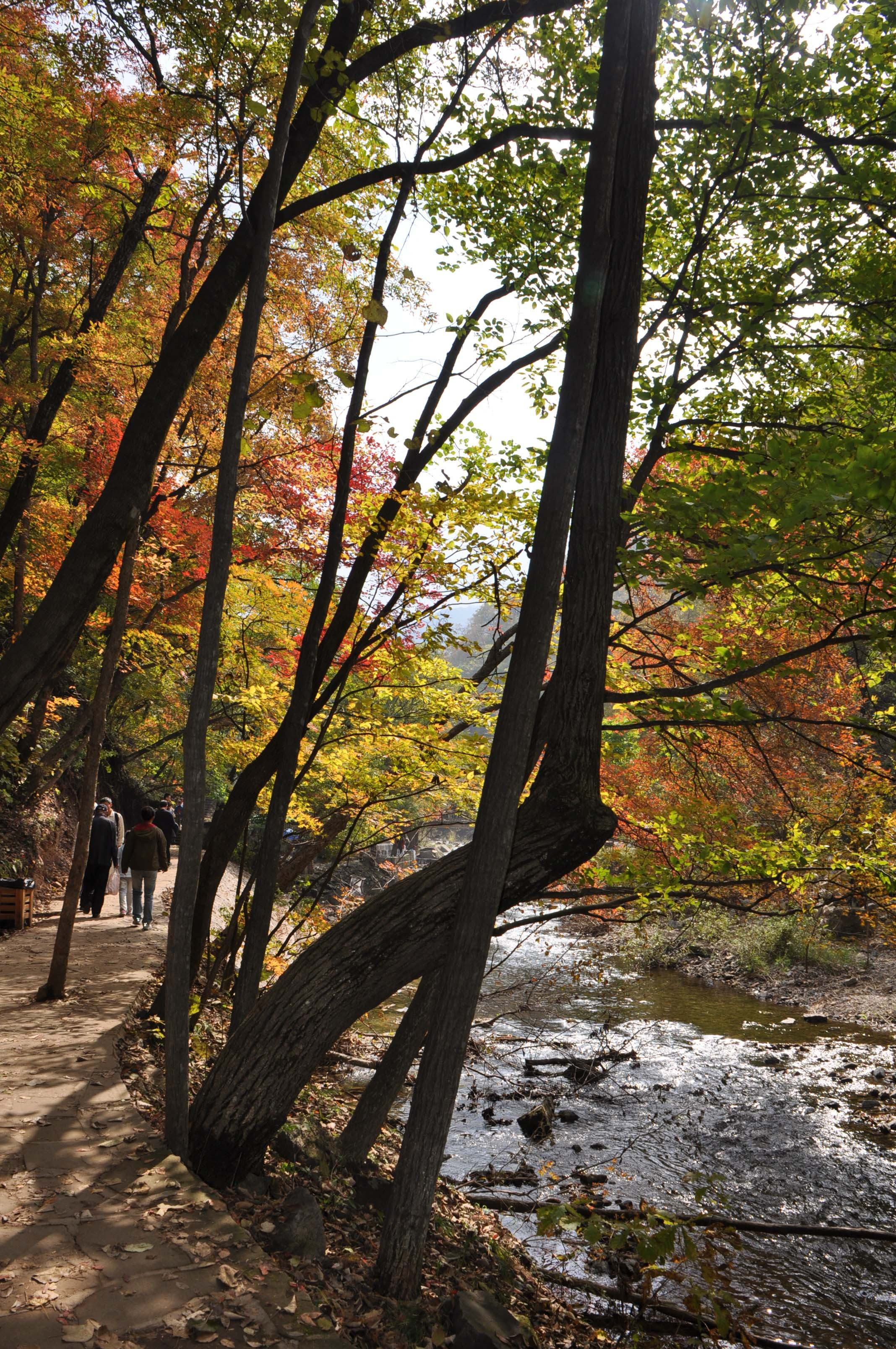
関門山の渓谷の上流で
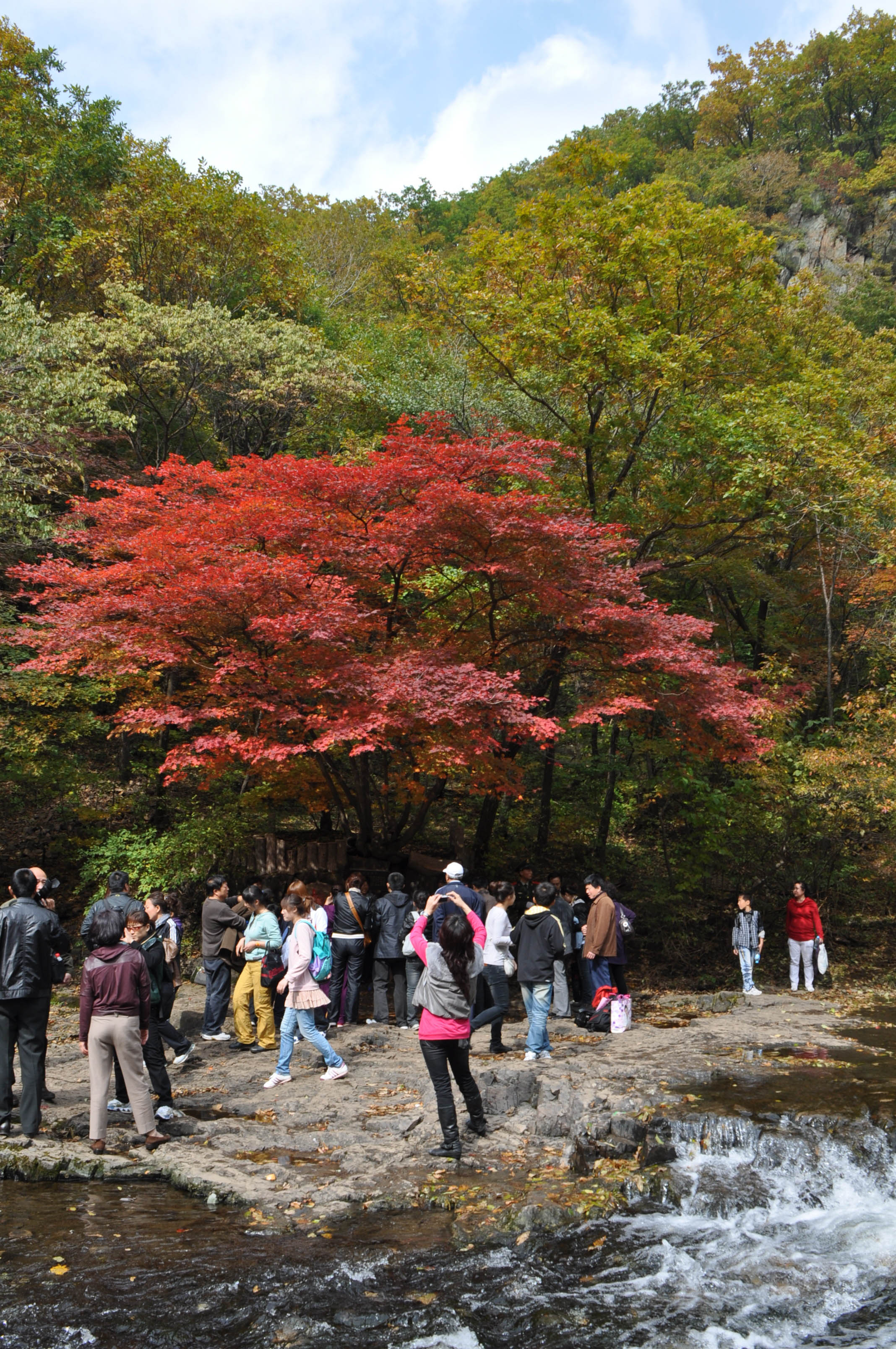
関門山渓谷上流の「楓王」